# Gabriele Kuby
Gabriele Kuby (ur. 1944 w Konstancji) – niemiecka socjolożka oraz publicystka. Z pozycji katolickich podejmuje krytykę rewolucji seksualnej oraz nowych ruchów religijnych.

## Wybrane publikacje
- 2006: Harry Potter – dobry czy zły? ISBN 83-89862-48-4
- 2007: Zryw ku miłości: do młodych ludzi, którzy chcą mieć przyszłość  ISBN 978-83-60998-08-3
- 2007: Rewolucja genderowa: nowa ideologia seksualności ISBN 978-83-60998-05-2
- 2013: Globalna rewolucja seksualna. Likwidacja wolności w imię wolności ISBN 978-83-62579-87-7